# Андреассен, Андреас
Андре́ас Ви́берг Андре́ассен (фар. Andreas Viberg Andreassen; род. 16 мая 1963 года в Тофтире, Фарерские острова) — фарерский футболист и художник.

## Карьера футболиста
Воспитанник тофтирского футбола. Андреас дебютировал за «Б68» 24 мая 1979 года в матче кубка Фарерских островов против дублирующего состава «ХБ». Свой первый матч в чемпионате Фарерских островов он провёл 26 апреля 1981 года, это была встреча с клаксвуйкским «КИ». 30 августа того же года в игре против «ХБ» он забил свой первый гол в карьере. Всего в своём дебютном сезоне он сыграл 8 матчей и забил 1 мяч. В 1982 году Андреас был одним из ведущих игроков тофтирцев, приняв участие в 12 встречах в рамках фарерского первенства и забив в них 1 гол. В сезоне-1983 он провёл 8 матчей в чемпионате архипелага.
В 1984 году Андреас потерял место в основном составе «Б68» и отыграл 6 встреч, а его клуб стал чемпионом Фарерских островов. В следующем сезоне он также сыграл 6 игр, а тофтирцы защитили чемпионский титул. В 1986 году Андреас принял участие всего в 3 матчах первенства архипелага. 17 августа 1986 года он провёл свою последнюю игру в чемпионате Фарерских островов (против «Б36») и принял решение уйти из футбола в конце сезона.

## Статистика выступлений
| Выступление      | Выступление      | Выступление      | Лига | Лига | Кубки | Кубки | Еврокубки | Еврокубки | Прочие | Прочие | Итого | Итого |
| Клуб             | Лига             | Сезон            | Игры | Голы | Игры  | Голы  | Игры      | Голы      | Игры   | Голы   | Игры  | Голы  |
| ---------------- | ---------------- | ---------------- | ---- | ---- | ----- | ----- | --------- | --------- | ------ | ------ | ----- | ----- |
| Б68              | Первый дивизион  | 1979             | 0    | 0    | 3     | 0     | 0         | 0         | 0      | 0      | 3     | 0     |
| Б68              | Первый дивизион  | 1980             | 0    | 0    | 0     | 0     | 0         | 0         | 0      | 0      | 0     | 0     |
| Б68              | Премьер-лига     | 1981             | 8    | 1    | 0     | 0     | 0         | 0         | 0      | 0      | 8     | 1     |
| Б68              | Премьер-лига     | 1982             | 12   | 1    | 2     | 0     | 0         | 0         | 0      | 0      | 14    | 1     |
| Б68              | Премьер-лига     | 1983             | 8    | 0    | 1     | 0     | 0         | 0         | 0      | 0      | 9     | 0     |
| Б68              | Премьер-лига     | 1984             | 6    | 0    | 3     | 1     | 0         | 0         | 0      | 0      | 9     | 1     |
| Б68              | Премьер-лига     | 1985             | 6    | 0    | 1     | 0     | 0         | 0         | 0      | 0      | 7     | 0     |
| Б68              | Премьер-лига     | 1986             | 3    | 0    | 0     | 0     | 0         | 0         | 0      | 0      | 3     | 0     |
| Б68              | Итого            | Итого            | 43   | 2    | 10    | 1     | 0         | 0         | 0      | 0      | 53    | 3     |
| Всего за карьеру | Всего за карьеру | Всего за карьеру | 43   | 2    | 10    | 1     | 0         | 0         | 0      | 0      | 53    | 3     |

## Достижения

### Командные
«Б68»
- Чемпион Фарерских островов (2): 1984, 1985

## Карьера художника
Андреас является известным художником на Фарерских островах. В частности, его работы демонстрировались на показе Art Window в июле 2014 года, а также на осенней выставке в Торсхавне 3 октября 2015 года. Несколько картин Андреаса приобрёл коллекционер Свайнур Томассен.

## Личная жизнь
Андреас происходит из семьи потомственных пивоваров. Сын Андреаса, Кристиан, тоже стал футболистом. Как и отец, он на протяжении всей карьеры выступает только за «Б68».